# Verbascum pinardii
Verbascum pinardii är en flenörtsväxtart som beskrevs av Pierre Edmond Boissier. Verbascum pinardii ingår i släktet kungsljus, och familjen flenörtsväxter. Inga underarter finns listade i Catalogue of Life.